# Министерство бюджета и управления Филиппин
Министерство бюджета и управления Филиппин несет ответственность за устойчивое и эффективное использование государственных ресурсов с целью национального развития, а также выступает в качестве инструмента для достижения национальных социально-экономических и политических целей в области развития.
Руководство состоит из министра, четырех заместителей министров и четырех секретарей-помощников.

## Отделы
- Финансовое бюро планирования
- Бюро системы повышения производительности труда
- 6 Бюро бюджета и управления
- Бюджетно-техническая служба
- Административная служба
- Информационно-образовательная служба
- Служба по корпоративный планированию и реформам
- Финансово-управленческая сслужба
- Юридическая служба
- Служба информационных и коммуникационных технологий
- Служба внутреннего аудита
- Служба закупок